# The O'Quinn Medical Tower at St. Luke's
The O'Quinn Medical Tower at St. Luke's  est un gratte-ciel de 145 mètres de hauteur maximale et structurale, construit à Houston au Texas en 1990. La hauteur du toit est de 112 mètres.
L'immeuble comprend 29 étages desservis par 17 ascenseurs, avec un hôpital, des bureaux et des garages sur 9 étages avec 1 350 places.
Il fait partie du Baylor St. Luke's Medical Center un centre médical qui comprend un autre gratte-ciel et qui lui-même fait partie du Texas Medical Center, le plus grand quartier médical du monde
The O'Quinn Medical Tower at St. Luke's est l'un des plus hauts gratte-ciel du monde consacré aux soins hospitaliers.
C'est le seul gratte-ciel construit dans l'agglomération de Houston dans les années 1990
Les architectes de l'immeuble sont l'agence Cesar Pelli & Associates Architects et l'agence Kendall/Heaton Associates Inc.
L'immeuble a coûté 95 millions de $.